# 五氧化二钌

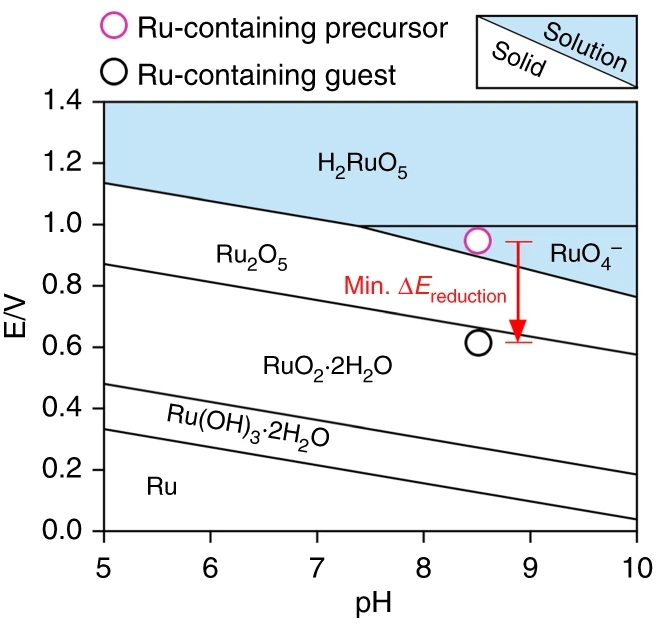
Ru_{2}O_{5}在Ru-H_{2}O体系泡佩克斯图中的位置

五氧化二钌是一种无机化合物，化学式为Ru2O5。它可以在Ru(OH)2被空气氧化的过程中生成，或通过热分解四氧化钌得到。它难溶于硫酸，但是可以溶于含Ru(IV)的溶液中形成聚合物。